# Herbert Spencer Duckworth

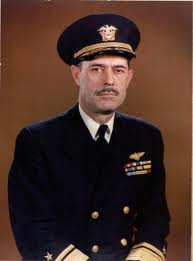
Herbert Spencer Duckworth

Herbert Spencer Duckworth (* 23. Oktober 1900 in Keosauqua, Iowa; † 29. Mai 1990 in Jacksonville, Florida) war ein US-amerikanischer Offizier der United States Navy und Kommandant der Jacksonville Naval Air Station. Er erreichte den Rang eines Vizeadmirals.

## Leben
Während seiner militärischen Laufbahn diente er als
- Air Officer während der Schlacht im Korallenmeer 1942 auf dem Flugzeugträger Lexington.
- Kommandierender Offizier auf dem Flugzeugträger Cowpens 1945
- Kommandant der Midway vom 12. Januar – 18. Juli 1946
- Kommandierender Offizier  der Jacksonville Naval Air Station von 1947 bis 1948

Nach seiner Pensionierung 1952 arbeitete er als Präsident des Jacksonville Art Museum. Er starb am 29. Mai 1990 im Alter von 90 Jahren im St. Luke's Hospital in Jacksonville. Duckworth wurde damit geehrt, als erster mit einer amerikanischen Flagge über einen besetzten japanischen Militärflugplatz zu fliegen. Er hinterließ seine Frau Myrtle sowie zwei Söhne und zwei Töchter.